# Ураноспініт
Ураноспініт (рос. ураноспинит; англ. uranospinite; нім. Uranospinit m) — мінерал, водний ураноарсенат кальцію шаруватої будови з гр. уранових слюдок. Синонім: ураніт кальцієво-арсеновий.

## Етимологія та історія
Ураноспіріт був виявлений у 1871 році Альбіном Вайсбахом у шахті «Вайсер Гірш» (Шнеберг) у Нойштедтелі в Рудних горах (Саксонія, Німеччина), яка також є типовим місцем розташування. Він також був описаний і названий самостійним мінералом через два роки — у 1873 — Вайсбахом.
Назва ураноспініту походить від вмісту урану та від грецького «spinos», що означає зелений колір.
Оскільки ураноспініт був уже відомий і визнаний як незалежний вид мінералу задовго до заснування Міжнародної мінералогічної асоціації (IMA), це було прийнято її Комісією з нових мінералів, номенклатури та класифікації (CNMNC) і описує ураноспініт як так званий «дідус» (G) мінерал. Коротка назва (також символ мінералу) ураноспініту, яка також була визнана IMA/CNMNC з 2021 року, — «Usp».
Типовий матеріал, тобто зразки мінералів із типового місцеположення, доступні в Музеї мінералогії та геології в Дрездені та в Фрайберзькій гірничій академії у Німеччині під номером каталогу 21722 та відповідно 21725.

## Загальний опис
Хімічна формула: Ca[UO2|AsO4]2•10H2O. Містить (%): CaO — 5,4; UO3 — 55,11; As2O5 — 22,14; H2O — 17,35.
Сингонія тетрагональна. Дитетрагонально-дипірамідальний вид. Кристали таблитчасті. Зростки з цейнеритом. Спайність по (001) досконала. Густина 3,0-3,45. Твердість 2,0-3,5. Колір лимонно-жовтий, сіро-зелений. Інколи зональний. Асоціює з цейнеритом, ураносферитом, кренеритом, трегеритом, отенітом, торбернітом,  метаураноцирцитом, уранофаном,  вальпургітом, ассельборнітом та ін. урановими мінералами.
Ураноспініт утворюється внаслідок вивітрювання мінералів урану та арсену (уранініту) у зоні окиснення гідротермальних та осадових родовищ урану.

## Розповсюдження
Вторинний мінерал з родовищ урану в Західній Європі (копальня «Білий олень», Саксонія), у Шварцвальді, земля Рейнланд-Пфальц все Німеччина. Штати Юта, Колорадо, Аризона (США). Також відомі знахідки: Південна Австралія, Узбекистан, Іран.

## Різновиди
Розрізняють:
- α-ураноспініт і β-ураноспініт (зайві назви ураноспініту),
- ураноспініт водневий,
- ураноспініт натріїстий.